# Ольцаи
Ольца́и (итал. Olzai) — коммуна в Италии, располагается в области Сардиния, в провинции Нуоро.
Население коммуны, на 01.01.2024 года, составляет 755 человек, плотность населения ─ 10,81 чел./км². Коммуна занимает площадь 69,82 км². Почтовый индекс — 08020. Телефонный код — 0784.
Покровителем коммуны почитается святой Иоанн Креститель, празднование 24 июня.

## Демография
Динамика населения:

## Администрация коммуны
- Официальный сайт: http://www.comune.olzai.nu.it/ Архивная копия от 19 марта 2020 на Wayback Machine